# 7400 Lenau
7400 Lenau è un asteroide della fascia principale. Scoperto nel 1987, presenta un'orbita caratterizzata da un semiasse maggiore pari a 2,9583787 UA e da un'eccentricità di 0,0973987, inclinata di 1,96655° rispetto all'eclittica.
L'asteroide è dedicato al poeta austriaco Nikolaus Lenau.